# Troisième circonscription des Hauts-de-Seine
La troisième circonscription des Hauts-de-Seine est l'une des 13 circonscriptions législatives françaises que compte le département des Hauts-de-Seine (92) situé en région Île-de-France.

## Description géographique et démographique

### De 1958 à 1967
La Trente-cinquième circonscription de la Seine est composée de :
- Commune de Courbevoie
- Commune de La Garenne-Colombes

(source : Journal Officiel du 14-15 octobre 1958)

### À partir de 1967
La troisième circonscription des Hauts-de-Seine est délimitée par le découpage électoral de la loi no 86-1197 du 24 novembre 1986.
Elle est composée des quatre cantons suivants :
- Canton de Bois-Colombes
- Canton de Courbevoie-Nord
- Canton de Courbevoie-Sud
- Canton de La Garenne-Colombes

La circonscription est peuplée de 144 381 habitants en 2010, contre 117 639 habitants en 1999.

La troisième circonscription en 1967.
La troisième circonscription en 1986.
La troisième circonscription en 2012.

## Historique des députations

### Trente-cinquième circonscription de laSeine
- 1958 : Edmond Pezé, UNR

- 1962 : Edmond Pezé, UNR

## Depuis 1967
| Législature | Début de mandat | Fin de mandat  | Député             | Parti politique | Observations                                                                               |
| ----------- | --------------- | -------------- | ------------------ | --------------- | ------------------------------------------------------------------------------------------ |
| IIIe        | 3 avril 1967    | 30 mai 1968    | Émile Tricon       | UDR             | Mandat écourté à la suite d'une dissolution parlementaire décidée par Charles de Gaulle.   |
| IVe         | 11 juillet 1968 | 1er avril 1973 | Émile Tricon       | UDR             |                                                                                            |
| Ve          | 2 avril 1973    | 2 avril 1978   | Dominique Frelaut  | PCF             |                                                                                            |
| VIe         | 3 avril 1978    | 22 mai 1981    | Dominique Frelaut  | PCF             | Mandat écourté à la suite d'une dissolution parlementaire décidée par François Mitterrand. |
| VIIe        | 2 juillet 1981  | 1er avril 1986 | Dominique Frelaut  | PCF             |                                                                                            |
| IXe         | 23 juin 1988    | 1er avril 1993 | Jean-Yves Haby     | UDF             |                                                                                            |
| Xe          | 2 avril 1993    | 21 avril 1997  | Jean-Yves Haby,    | UDF,            | Mandat écourté à la suite d'une dissolution parlementaire décidée par Jacques Chirac.      |
| XIe         | 12 juin 1997    | 18 juin 2002   | Jacques Kossowski, | RPR,            |                                                                                            |
| XIIe        | 19 juin 2002    | 19 juin 2007   | Jacques Kossowski, | UMP,            |                                                                                            |
| XIIIe       | 20 juin 2007    | 19 juin 2012   | Jacques Kossowski  | UMP             |                                                                                            |
| XIVe        | 20 juin 2012    | 20 juin 2017   | Jacques Kossowski  | UMP → LR        |                                                                                            |
| XVe         | 21 juin 2017    | 21 juin 2022   | Christine Hennion  | LREM            |                                                                                            |
| XVIe        | 22 juin 2022    | 9 juin 2024    | Philippe Juvin     | LR              | Mandat écourté à la suite d'une dissolution parlementaire décidée par Emmanuel Macron.     |
| XVIIe       | 8 juillet 2024  | En cours       | Philippe Juvin     | LR              |                                                                                            |

## Historique des élections

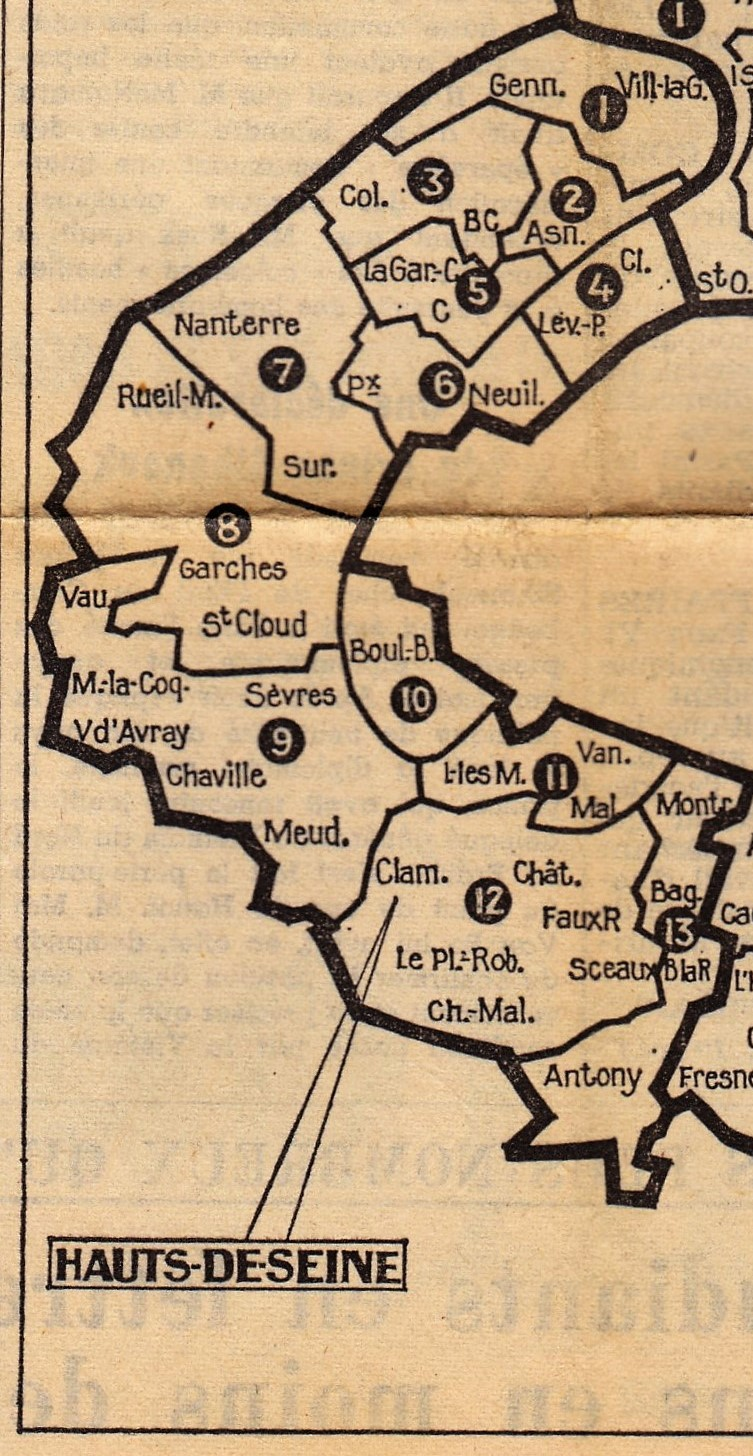
Circonscriptions électorales du département des Hauts de Seine de 1967 à 1981.

### Élections de 1967
| Candidat         | Candidat                   | Parti          | Premier tour | Premier tour | Second tour | Second tour |  |
| Candidat         | Candidat                   | Parti          | Voix         | %            | Voix        | %           |  |
| ---------------- | -------------------------- | -------------- | ------------ | ------------ | ----------- | ----------- |  |
|                  | Émile Tricon sortant réélu | UD-Ve          | 22 284       | 42,16        | 26 117      | 51,78       |  |
|                  | Dominique Frelaut          | PCF            | 17 952       | 33,96        | 24 323      | 48,22       |  |
|                  | Jacques Planchenault       | PSU            | 5 988        | 11,33        |             |             |  |
|                  | Bernard Mangou             | CD (PDM)       | 5 585        | 10,57        |             |             |  |
|                  | Claude Boniface            | ARLP           | 1 047        | 1,98         |             |             |  |
|                  |                            |                |              |              |             |             |  |
| Inscrits         | Inscrits                   | Inscrits       | 64 885       | 100,00       | 64 885      | 100,00      |  |
| Abstentions      | Abstentions                | Abstentions    | 11 214       | 17,28        | 12 677      | 19,54       |  |
| Votants          | Votants                    | Votants        | 53 671       | 82,72        | 52 208      | 80,46       |  |
| Blancs et nuls   | Blancs et nuls             | Blancs et nuls | 815          | 1,52         | 1 768       | 3,39        |  |
| Exprimés         | Exprimés                   | Exprimés       | 52 856       | 98,48        | 50 440      | 96,61       |  |
| Source : CEVIPOF |                            |                |              |              |             |             |  |

Le suppléant d' Émile Tricon était Louis Chauvignon, commerçant à Colombes.

### Élections de 1968
| Candidat         | Candidat                   | Parti          | Premier tour | Premier tour | Second tour | Second tour |  |
| Candidat         | Candidat                   | Parti          | Voix         | %            | Voix        | %           |  |
| ---------------- | -------------------------- | -------------- | ------------ | ------------ | ----------- | ----------- |  |
|                  | Émile Tricon sortant réélu | UDR (URP)      | 24 510       | 49,19        | 26 120      | 56,36       |  |
|                  | Dominique Frelaut          | PCF            | 15 119       | 30,34        | 20 228      | 43,64       |  |
|                  | Daniel Pastre              | FGDS (SFIO)    | 3 849        | 7,72         |             |             |  |
|                  | Georges Gontcharoff        | PSU            | 3 738        | 7,5          |             |             |  |
|                  | Gérard Bourgeois           | TD             | 2 610        | 5,24         |             |             |  |
|                  |                            |                |              |              |             |             |  |
| Inscrits         | Inscrits                   | Inscrits       | 63 262       | 100,00       | 63 623      | 100,00      |  |
| Abstentions      | Abstentions                | Abstentions    | 12 790       | 20,22        | 15 846      | 24,91       |  |
| Votants          | Votants                    | Votants        | 50 472       | 79,78        | 47 777      | 75,09       |  |
| Blancs et nuls   | Blancs et nuls             | Blancs et nuls | 646          | 1,28         | 1 429       | 2,99        |  |
| Exprimés         | Exprimés                   | Exprimés       | 49 826       | 98,72        | 46 348      | 97,01       |  |
| Source : CEVIPOF |                            |                |              |              |             |             |  |

Le suppléant d' Émile Tricon était Louis Chauvignon.

### Élections de 1973
| Candidat         | Candidat              | Parti          | Premier tour | Premier tour | Second tour | Second tour |  |
| Candidat         | Candidat              | Parti          | Voix         | %            | Voix        | %           |  |
| ---------------- | --------------------- | -------------- | ------------ | ------------ | ----------- | ----------- |  |
|                  | Dominique Frelaut élu | PCF            | 18 518       | 36,67        | 25 750      | 51,89       |  |
|                  | Marc Zamansky         | UDR (URP)      | 17 056       | 33,77        | 23 870      | 48,11       |  |
|                  | M. Bideau             | MR             | 6 241        | 12,36        | Retrait     | Retrait     |  |
|                  | Bernard Le Savouroux  | PS (UGSD)      | 5 666        | 11,22        |             |             |  |
|                  | Jean Chambeau         | PSU            | 1 741        | 3,45         |             |             |  |
|                  | Dominique Palacio     | LO             | 877          | 1,74         |             |             |  |
|                  | François Redouté      | FP             | 401          | 0,79         |             |             |  |
|                  |                       |                |              |              |             |             |  |
| Inscrits         | Inscrits              | Inscrits       | 60 900       | 100,00       | 60 868      | 100,00      |  |
| Abstentions      | Abstentions           | Abstentions    | 9 375        | 15,39        | 9 133       | 15          |  |
| Votants          | Votants               | Votants        | 51 525       | 84,61        | 51 735      | 85          |  |
| Blancs et nuls   | Blancs et nuls        | Blancs et nuls | 1 025        | 1,99         | 2 115       | 4,09        |  |
| Exprimés         | Exprimés              | Exprimés       | 50 500       | 98,01        | 49 620      | 95,91       |  |
| Source : CEVIPOF |                       |                |              |              |             |             |  |

Le suppléant de Dominique Frelaut était le Docteur Jacques Van der Stegen, médecin des Hôpitaux de Paris.

### Élections de 1978
| Candidat         | Candidat                        | Parti              | Premier tour | Premier tour | Second tour | Second tour |  |
| Candidat         | Candidat                        | Parti              | Voix         | %            | Voix        | %           |  |
| ---------------- | ------------------------------- | ------------------ | ------------ | ------------ | ----------- | ----------- |  |
|                  | Dominique Frelaut sortant réélu | PCF                | 18 603       | 34,24        | 27 118      | 50,23       |  |
|                  | Alain Aubert                    | RPR                | 14 681       | 27,02        | 26 867      | 49,77       |  |
|                  | Jean-Claude Emorine             | PS                 | 7 980        | 14,69        |             |             |  |
|                  | Antoinette Batifoulier          | UDF                | 7 695        | 14,16        |             |             |  |
|                  | Jacques Brunstein               | PSU (FA)           | 1 464        | 2,69         |             |             |  |
|                  | Daniel Macher                   | MDD                | 1 050        | 1,93         |             |             |  |
|                  | Marie-Catherine Dutilloy        | Divers             | 882          | 1,62         |             |             |  |
|                  | Anne-Marie Schwartz             | LO                 | 553          | 1,02         |             |             |  |
|                  | François Gosselin               | FN                 | 532          | 0,98         |             |             |  |
|                  | Martial Gloumeau                | Divers droite (DC) | 392          | 0,72         |             |             |  |
|                  | Martine Aloisio                 | LCR                | 320          | 0,59         |             |             |  |
|                  | Jean-Marc Daudans               | FRP                | 178          | 0,33         |             |             |  |
|                  | A. Cousin                       | Extrême droite     | 1            | 0            |             |             |  |
|                  |                                 |                    |              |              |             |             |  |
| Inscrits         | Inscrits                        | Inscrits           | 66 057       | 100,00       | 66 057      | 100,00      |  |
| Abstentions      | Abstentions                     | Abstentions        | 10 930       | 16,55        | 10 223      | 15,48       |  |
| Votants          | Votants                         | Votants            | 55 127       | 83,45        | 55 834      | 84,52       |  |
| Blancs et nuls   | Blancs et nuls                  | Blancs et nuls     | 796          | 1,44         | 1 849       | 3,31        |  |
| Exprimés         | Exprimés                        | Exprimés           | 54 331       | 98,56        | 53 985      | 96,69       |  |
| Source : CEVIPOF |                                 |                    |              |              |             |             |  |

Le suppléant de Dominique Frelaut était le Docteur Jacques Van der Stegen.

### Élections de 1981
| Candidat       | Candidat                        | Parti          | Premier tour | Premier tour | Second tour | Second tour |  |
| Candidat       | Candidat                        | Parti          | Voix         | %            | Voix        | %           |  |
| -------------- | ------------------------------- | -------------- | ------------ | ------------ | ----------- | ----------- |  |
|                | Dominique Frelaut sortant réélu | PCF            | 14 474       | 31,94        | 25 267      | 54,04       |  |
|                | Alain Aubert                    | RPR (UNM)      | 14 323       | 31,61        | 21 492      | 45,96       |  |
|                | Anne Trégouet                   | PS             | 10 530       | 23,24        | Retrait     | Retrait     |  |
|                | François Cavaignac              | UDF (PR)       | 3 908        | 8,62         |             |             |  |
|                | Françoise Niel                  | MÉP            | 1 663        | 3,67         |             |             |  |
|                | Anne-Marie Schwartz             | LO             | 351          | 0,77         |             |             |  |
|                | J.-M. Pétrau                    | Divers droite  | 58           | 0,13         |             |             |  |
|                |                                 |                |              |              |             |             |  |
| Inscrits       | Inscrits                        | Inscrits       | 65 409       | 100,00       | 65 409      | 100,00      |  |
| Abstentions    | Abstentions                     | Abstentions    | 19 738       | 30,18        | 17 154      | 26,23       |  |
| Votants        | Votants                         | Votants        | 45 671       | 69,82        | 48 255      | 73,77       |  |
| Blancs et nuls | Blancs et nuls                  | Blancs et nuls | 364          | 0,8          | 1 496       | 3,1         |  |
| Exprimés       | Exprimés                        | Exprimés       | 45 307       | 99,2         | 46 759      | 96,9        |  |

Le suppléant de Dominique Frelaut était Jacques Van der Stegen.

### Élections de 1988
| Candidat       | Candidat           | Parti          | Premier tour | Premier tour | Second tour | Second tour |  |
| Candidat       | Candidat           | Parti          | Voix         | %            | Voix        | %           |  |
| -------------- | ------------------ | -------------- | ------------ | ------------ | ----------- | ----------- |  |
|                | Jean-Yves Haby élu | UDF (PR) (URC) | 18 774       | 46,15        | 25 371      | 60,33       |  |
|                | Gilles Pronnier    | PS             | 12 619       | 31,02        | 16 686      | 39,67       |  |
|                | Christian Perez    | FN             | 5 319        | 13,08        |             |             |  |
|                | Gabriel Massou     | PCF            | 2 457        | 6,04         |             |             |  |
|                | Pierre Servaux     | Divers droite  | 1 508        | 3,71         |             |             |  |
|                |                    |                |              |              |             |             |  |
| Inscrits       | Inscrits           | Inscrits       | 63 866       | 100,00       | 63 866      | 100,00      |  |
| Abstentions    | Abstentions        | Abstentions    | 22 609       | 35,4         | 20 869      | 32,68       |  |
| Votants        | Votants            | Votants        | 41 257       | 64,6         | 42 997      | 67,32       |  |
| Blancs et nuls | Blancs et nuls     | Blancs et nuls | 580          | 1,41         | 940         | 2,19        |  |
| Exprimés       | Exprimés           | Exprimés       | 40 677       | 98,59        | 42 057      | 97,81       |  |

Le suppléant de Jean-Yves Haby était Charles Deprez, ancien député, maire de Courbevoie.

### Élections de 1993
| Candidat       | Candidat                     | Parti             | Premier tour | Premier tour | Second tour | Second tour |  |
| Candidat       | Candidat                     | Parti             | Voix         | %            | Voix        | %           |  |
| -------------- | ---------------------------- | ----------------- | ------------ | ------------ | ----------- | ----------- |  |
|                | Jean-Yves Haby sortant réélu | UDF (PR)          | 20 327       | 47,56        | 25 348      | 64,73       |  |
|                | Pierre Roussel               | PS (ADFP)         | 6 836        | 15,99        | 13 811      | 35,27       |  |
|                | Christian Perez              | FN                | 6 483        | 15,17        |             |             |  |
|                | Catherine Brigand            | GÉ (EÉ)           | 4 318        | 10,1         |             |             |  |
|                | Gabriel Massou               | PCF               | 2 165        | 5,07         |             |             |  |
|                | Gabriel Morin                | LT-LNÉ            | 951          | 2,23         |             |             |  |
|                | Philippe Marsault            | LO                | 718          | 1,68         |             |             |  |
|                | Guy Cousin                   | Divers écologiste | 537          | 1,26         |             |             |  |
|                | Didier Poyer                 | PLN               | 208          | 0,49         |             |             |  |
|                | Neil Edmondson               | Extrême droite    | 196          | 0,46         |             |             |  |
|                |                              |                   |              |              |             |             |  |
| Inscrits       | Inscrits                     | Inscrits          | 62 793       | 100,00       | 62 793      | 100,00      |  |
| Abstentions    | Abstentions                  | Abstentions       | 18 450       | 29,38        | 21 065      | 33,55       |  |
| Votants        | Votants                      | Votants           | 44 343       | 70,62        | 41 728      | 66,45       |  |
| Blancs et nuls | Blancs et nuls               | Blancs et nuls    | 1 604        | 3,62         | 2 569       | 6,16        |  |
| Exprimés       | Exprimés                     | Exprimés          | 42 739       | 96,38        | 39 159      | 93,84       |  |

Le suppléant de Jean-Yves Haby était Roger Blinière, maire de Bois-Colombes.

### Élections de 1997
| Candidat       | Candidat                   | Parti                      | Premier tour | Premier tour | Second tour | Second tour |  |
| Candidat       | Candidat                   | Parti                      | Voix         | %            | Voix        | %           |  |
| -------------- | -------------------------- | -------------------------- | ------------ | ------------ | ----------- | ----------- |  |
|                | Jacques Kossowski élu      | Divers droite (Maj. prés.) | 11 968       | 35,44        | 18 094      | 42,3        |  |
|                | Jean-Yves Haby sortant     | UDF (PR)                   | 8 686        | 21,56        | 9 096       | 21,27       |  |
|                | Renaud Laheurte            | PS                         | 8 523        | 21,16        | 15 582      | 36,43       |  |
|                | Christian Perez            | FN                         | 5 320        | 13,21        |             |             |  |
|                | Béatrice Galicier          | PCF                        | 1 863        | 4,62         |             |             |  |
|                | Corinne Leroy-Burel        | Les Verts                  | 1 737        | 4,31         |             |             |  |
|                | Anne-Marie Schwartz        | LO                         | 1 077        | 2,67         |             |             |  |
|                | Laurent Poultier           | LDI (MPF)                  | 1 064        | 2,64         |             |             |  |
|                | Amirouche Laidi            | GÉ                         | 855          | 2,12         |             |             |  |
|                | Christophe Le Ret          | US4J                       | 577          | 1,43         |             |             |  |
|                | Jean-Marc Denjean-Navaille | SÉGA                       | 430          | 1,07         |             |             |  |
|                | Roger Habans               | Extrême droite             | 113          | 0,28         |             |             |  |
|                | Gildas Rondepierre         | Divers droite              | 36           | 0,09         |             |             |  |
|                | Jean-Christophe Merrheim   | Divers                     | 1            | 0            |             |             |  |
|                |                            |                            |              |              |             |             |  |
| Inscrits       | Inscrits                   | Inscrits                   | 64 487       | 100,00       | 64 487      | 100,00      |  |
| Abstentions    | Abstentions                | Abstentions                | 22 964       | 35,61        | 20 120      | 31,2        |  |
| Votants        | Votants                    | Votants                    | 41 523       | 64,39        | 44 367      | 68,8        |  |
| Blancs et nuls | Blancs et nuls             | Blancs et nuls             | 1 240        | 2,99         | 1 595       | 3,6         |  |
| Exprimés       | Exprimés                   | Exprimés                   | 40 283       | 97,01        | 42 772      | 96,4        |  |

Le suppléant de Jacques Kossowski était Max Catrin, maire CNI de La Garenne-Colombes, conseiller général du canton de La Garenne-Colombes, ancien médecin ORL.

### Élections de 2002
|                | Jacques Kossowski sortant réélu | UMP              | 25 758 | 55,25  |  |  |  |
|                | Denise Davoust                  | PS               | 10 679 | 22,91  |  |  |  |
|                | Marie-Cécile Rabier             | FN               | 3 524  | 7,56   |  |  |  |
|                | Claire Petit                    | Les Verts        | 1 260  | 2,7    |  |  |  |
|                | Christian Perez                 | MNR              | 815    | 1,75   |  |  |  |
|                | Franck Parmentier               | Cap21            | 814    | 1,75   |  |  |  |
|                | Jean-Luc Pujo                   | Pôle républicain | 801    | 1,72   |  |  |  |
|                | Béatrice Galicier               | PCF              | 791    | 1,7    |  |  |  |
|                | Alain de Bellabre               | MPF              | 452    | 0,97   |  |  |  |
|                | Francine Royon                  | LCR              | 445    | 0,95   |  |  |  |
|                | Annick Le Gal                   | Divers           | 324    | 0,7    |  |  |  |
|                | Françoise Marcel                | LO               | 288    | 0,62   |  |  |  |
|                | Patricia Dore                   | GÉ               | 221    | 0,47   |  |  |  |
|                | Éric Raimbault                  | ND               | 196    | 0,42   |  |  |  |
|                | Hadi Djamal                     | Divers           | 137    | 0,29   |  |  |  |
|                | Sandra Sélaries                 | Divers gauche    | 113    | 0,24   |  |  |  |
|                |                                 |                  |        |        |  |  |  |
| Inscrits       | Inscrits                        | Inscrits         | 69 705 | 100,00 |  |  |  |
| Abstentions    | Abstentions                     | Abstentions      | 22 549 | 32,35  |  |  |  |
| Votants        | Votants                         | Votants          | 47 156 | 67,65  |  |  |  |
| Blancs et nuls | Blancs et nuls                  | Blancs et nuls   | 538    | 1,14   |  |  |  |
| Exprimés       | Exprimés                        | Exprimés         | 46 618 | 98,86  |  |  |  |

Le suppléant de Jacques Kossowski était Yves Révillon, maire de Bois-Colombes, conseiller général du canton de Bois-Colombes, pharmacien.

### Élections de 2007
|                | Jacques Kossowski sortant réélu | UMP            | 27 920 | 56,79  |  |  |  |
|                | Jean-André Lasserre             | PS             | 8 853  | 18,01  |  |  |  |
|                | Jean-Louis Ragot                | UDF–MoDem      | 5 359  | 10,9   |  |  |  |
|                | Michel Barnoncel                | Les Verts      | 1 414  | 2,88   |  |  |  |
|                | Rémi Carillon                   | FN             | 1 408  | 2,86   |  |  |  |
|                | Francine Royon                  | LCR            | 839    | 1,71   |  |  |  |
|                | Arash Derambarsh                | AL             | 735    | 1,49   |  |  |  |
|                | Annick Herbin                   | PCF            | 716    | 1,46   |  |  |  |
|                | Patricia Dore                   | MPF            | 566    | 1,15   |  |  |  |
|                | Louis Chagnon                   | MPF            | 512    | 1,04   |  |  |  |
|                | Hélène Pélissier                | Divers         | 247    | 0,5    |  |  |  |
|                | Françoise Marcel                | LO             | 205    | 0,42   |  |  |  |
|                | Sarah Berkouki                  | GÉ             | 189    | 0,38   |  |  |  |
|                | Marie-Jeanne Souillart          | MNR            | 149    | 0,3    |  |  |  |
|                | Catherine Triboulet             | Divers         | 53     | 0,11   |  |  |  |
|                |                                 |                |        |        |  |  |  |
| Inscrits       | Inscrits                        | Inscrits       | 81 948 | 100,00 |  |  |  |
| Abstentions    | Abstentions                     | Abstentions    | 31 853 | 38,87  |  |  |  |
| Votants        | Votants                         | Votants        | 50 095 | 61,13  |  |  |  |
| Blancs et nuls | Blancs et nuls                  | Blancs et nuls | 930    | 1,86   |  |  |  |
| Exprimés       | Exprimés                        | Exprimés       | 49 165 | 98,14  |  |  |  |

### Élections de 2012
| Candidat       | Candidat                        | Parti                   | Premier tour | Premier tour | Second tour | Second tour |
| Candidat       | Candidat                        | Parti                   | Voix         | %            | Voix        | %           |
| -------------- | ------------------------------- | ----------------------- | ------------ | ------------ | ----------- | ----------- |
|                | Jacques Kossowski sortant réélu | UMP                     | 21 094       | 46,78        | 24 510      | 57,22       |
|                | Jean-André Lasserre             | PS                      | 14 656       | 32,51        | 18 328      | 42,78       |
|                | Floriane Deniau                 | FN                      | 2 832        | 6,28         |             |             |
|                | Florence Villedey               | AC                      | 1 992        | 4,42         |             |             |
|                | Anne Le Guenniou                | EÉLV (MÉI)              | 1 584        | 3,51         |             |             |
|                | Adélaïde Naturel                | FG (PCF)                | 1 357        | 3,01         |             |             |
|                | Aimée Gourdol                   | Divers gauche (MRC)     | 382          | 0,85         |             |             |
|                | Chaïb Martinez                  | Divers (Pirate)         | 382          | 0,85         |             |             |
|                | Jacques Fratellia               | Divers                  | 237          | 0,53         |             |             |
|                | Azedine El-Bouzaidi Cheikhi     | Divers écologiste (AÉI) | 201          | 0,45         |             |             |
|                | Pierre-Louis Laupies            | Divers droite (MPF)     | 166          | 0,37         |             |             |
|                | Mathilde Eisenberg              | Extrême gauche (NPA)    | 128          | 0,28         |             |             |
|                | Jean-Marie Parry                | Extrême gauche (LO)     | 77           | 0,17         |             |             |
|                |                                 |                         |              |              |             |             |
| Inscrits       | Inscrits                        | Inscrits                | 76 553       | 100,00       | 76 553      | 100,00      |
| Abstentions    | Abstentions                     | Abstentions             | 30 738       | 40,15        | 32 674      | 42,68       |
| Votants        | Votants                         | Votants                 | 45 815       | 59,85        | 43 879      | 57,32       |
| Blancs et nuls | Blancs et nuls                  | Blancs et nuls          | 727          | 1,59         | 1 041       | 2,37        |
| Exprimés       | Exprimés                        | Exprimés                | 45 088       | 98,41        | 42 838      | 97,63       |

### Élections de 2017
|                                                                                  |                                                                    |                           |                           |                          |                          |
|                                                                                  |                                                                    | Premier tour 11 juin 2017 | Premier tour 11 juin 2017 | Second tour 18 juin 2017 | Second tour 18 juin 2017 |
|                                                                                  |                                                                    |                           |                           |                          |                          |
|                                                                                  |                                                                    | Nombre                    | % des inscrits            | Nombre                   | % des inscrits           |
| Inscrits                                                                         | Inscrits                                                           | 81 072                    | 100,00                    | 81 072                   | 100,00                   |
| Abstentions                                                                      | Abstentions                                                        | 35 997                    | 44,40                     | 42 430                   | 52,34                    |
| Votants                                                                          | Votants                                                            | 45 075                    | 55,60                     | 38 642                   | 47,66                    |
|                                                                                  |                                                                    |                           | % des votants             |                          | % des votants            |
| Bulletins blancs                                                                 | Bulletins blancs                                                   | 939                       | 2,08                      | 2 774                    | 7,18                     |
| Bulletins nuls                                                                   | Bulletins nuls                                                     | 27                        | 0,06                      | 134                      | 0,35                     |
| Suffrages exprimés                                                               | Suffrages exprimés                                                 | 44 109                    | 97,86                     | 35 734                   | 92,47                    |
|                                                                                  |                                                                    |                           |                           |                          |                          |
| Candidat Étiquette politique (partis et alliances)                               | Candidat Étiquette politique (partis et alliances)                 | Voix                      | % des exprimés            | Voix                     | % des exprimés           |
|                                                                                  |                                                                    |                           |                           |                          |                          |
|                                                                                  | Christine Hennion La République en marche                          | 20 552                    | 46,59                     | 20 962                   | 58,66                    |
|                                                                                  | Jean Spiri Les Républicains (Union des démocrates et indépendants) | 11 316                    | 25,65                     | 14 772                   | 41,34                    |
|                                                                                  | Virginie Kenler La France insoumise                                | 3 009                     | 6,82                      |                          |                          |
|                                                                                  | Isabelle Dahan Parti socialiste                                    | 2 162                     | 4,90                      |                          |                          |
|                                                                                  | Floriane Deniau Front national                                     | 1 748                     | 3,96                      |                          |                          |
|                                                                                  | Joëlle Paris Europe Écologie Les Verts                             | 1 494                     | 3,39                      |                          |                          |
|                                                                                  | Grégoire François-Dainville Divers droite (577-Les Indépendants)   | 1 194                     | 2,71                      |                          |                          |
|                                                                                  | Emilia Denoo Divers (Parti animaliste)                             | 589                       | 1,34                      |                          |                          |
|                                                                                  | Richard Mugerin Debout la France                                   | 397                       | 0,90                      |                          |                          |
|                                                                                  | Chloé Courmont Parti communiste français                           | 361                       | 0,82                      |                          |                          |
|                                                                                  | Eugénie Dumont Divers (Union populaire républicaine)               | 323                       | 0,73                      |                          |                          |
|                                                                                  | Patricia Dore Écologiste (Mouvement 100 %)                         | 212                       | 0,48                      |                          |                          |
|                                                                                  | Christophe Bressy Divers                                           | 189                       | 0,43                      |                          |                          |
|                                                                                  | Julien Banchet Divers (Parti pirate)                               | 170                       | 0,39                      |                          |                          |
|                                                                                  | Arnaud Fournet Extrême droite (Civitas)                            | 150                       | 0,34                      |                          |                          |
|                                                                                  | Jean-Marie Parry Lutte ouvrière                                    | 120                       | 0,27                      |                          |                          |
|                                                                                  | Stéphane Gaultier Extrême gauche (Nouveau Parti anticapitaliste)   | 69                        | 0,16                      |                          |                          |
|                                                                                  | Solène Allanic Divers (Allons enfants)                             | 54                        | 0,12                      |                          |                          |
| Source : Ministère de l'Intérieur - Troisième circonscription des Hauts-de-Seine |                                                                    |                           |                           |                          |                          |

### Élections de 2022
|                                                    |                                                                             |                           |                           |                          |                          |
|                                                    |                                                                             | Premier tour 12 juin 2022 | Premier tour 12 juin 2022 | Second tour 19 juin 2022 | Second tour 19 juin 2022 |
|                                                    |                                                                             |                           |                           |                          |                          |
|                                                    |                                                                             | Nombre                    | % des inscrits            | Nombre                   | % des inscrits           |
| Inscrits                                           | Inscrits                                                                    | 82 668                    | 100                       | 82 694                   | 100                      |
| Abstentions                                        | Abstentions                                                                 | 37 055                    | 44,82                     | 36 887                   | 44,61                    |
| Votants                                            | Votants                                                                     | 45 613                    | 55,18                     | 45 807                   | 55,39                    |
|                                                    |                                                                             |                           | % des votants             |                          | % des votants            |
| Bulletins blancs                                   | Bulletins blancs                                                            | 751                       | 1,65                      | 772                      | 1,69                     |
| Bulletins nuls                                     | Bulletins nuls                                                              | 68                        | 0,15                      | 78                       | 0,17                     |
| Suffrages exprimés                                 | Suffrages exprimés                                                          | 44 794                    | 98,20                     | 44 957                   | 98,14                    |
|                                                    |                                                                             |                           |                           |                          |                          |
| Candidat Étiquette politique (partis et alliances) | Candidat Étiquette politique (partis et alliances)                          | Voix                      | % des exprimés            | Voix                     | % des exprimés           |
|                                                    |                                                                             |                           |                           |                          |                          |
|                                                    | Aurélie Taquillain Ensemble                                                 | 14 515                    | 32,40                     | 16 757                   | 37,27                    |
|                                                    | Philippe Juvin Les Républicains                                             | 13 949                    | 31,14                     | 17 083                   | 38,00                    |
|                                                    | Sara Tij Nouvelle Union populaire écologique et sociale La France insoumise | 10 348                    | 23,10                     | 11 117                   | 24,73                    |
|                                                    | Agnès Laffite Rassemblement national                                        | 2 348                     | 5,24                      |                          |                          |
|                                                    | Anabelle Guedj Reconquête                                                   | 2 269                     | 5,07                      |                          |                          |
|                                                    | Vincent Manresa Parti animaliste                                            | 760                       | 1,70                      |                          |                          |
|                                                    | Abdel Belkadi Union des démocrates musulmans français                       | 225                       | 0,50                      |                          |                          |
|                                                    | Jean-Marie Parry Lutte ouvrière                                             | 209                       | 0,47                      |                          |                          |
|                                                    | Barthélémy Piron Nouveau Parti anticapitaliste                              | 132                       | 0,29                      |                          |                          |
|                                                    | Béatrice Baudrant Sans étiquette                                            | 39                        | 0,09                      |                          |                          |

### Élections de 2024
|                          | Philippe Juvin           | LR - RE                  | LR                       | 31 109 | 52,09  |  |  |
|                          | Isabelle Dahan           | PS (NFP)                 | UG                       | 18 774 | 31,44  |  |  |
|                          | Carole Roussel           | RN - LR diss             | RN                       | 8478   | 14,20  |  |  |
|                          | Marc Gérard              | REC                      | REC                      | 992    | 1,66   |  |  |
|                          | Aline Fradin             | LO                       | EXG                      | 364    | 0,61   |  |  |
|                          |                          |                          |                          |        |        |  |  |
| Votes valides            | Votes valides            | Votes valides            | Votes valides            | 59 717 | 98,35  |  |  |
| Votes blancs             | Votes blancs             | Votes blancs             | Votes blancs             | 897    | 1,48   |  |  |
| Votes nuls               | Votes nuls               | Votes nuls               | Votes nuls               | 107    | 0,18   |  |  |
| Total                    | Total                    | Total                    | Total                    | 60 721 | 100,00 |  |  |
| Abstention               | Abstention               | Abstention               | Abstention               | 22 374 |        |  |  |
| Inscrits / participation | Inscrits / participation | Inscrits / participation | Inscrits / participation | 83 095 |        |  |  |

## Pour approfondir